# Ксенија Пајчин
Ксенија Пајчин (Београд, 3. децембар 1977 — Београд, 16. март 2010) била је српска певачица поп музике, козметичарка, модна дизајнерка и фотомодел. Брат од стрица јој је познати певач Мирко Пајчин — Баја Мали Книнџа. Понекад називана Xenia или Ксенџа.

## Биографија

### Младост
Ксенија Пајчин је рођена у Београду од мајке Љубице и оца Милоша. Њена породица потиче из села Губин код Ливна. Била је рођака певача крајишких Срба Баје Малог Книнџе (Мирка Пајчина) и Лазе Пајчина. Девет месеци после њене смрти Книнџа је у њену успомену објавио песму Спавај краљице.

### Музичка каријера
Пајчин је каријеру започела као го-го плесачица у дискотекама. Појавила се као пратећа играчица у споту за песму Драгане Мирковић Опојни су зумбули 1994. године. За то време радила је као асистент музичком могулу Минимаксу, који је био менаџер успешних звезда као што су Силвана Арменулић и Лепа Брена. Понуђена јој је прилика да се придружи поп дуету, Duck, као женски вокал. Марија Михајловић је заправо певала за њихов деби албум, док је Пајчин радила усну синхронизацију. Са хитом „Дачо, волим те“, група је постигла популарност међу млађом публиком, а Ксенија је скренула пажњу на себе.
Као плесачица постала је позната у Грчкој, где је наступала у бројним ноћним клубовима. Пајчин је касније наставила соло музичку каријеру, иако њен вокал није био импресиван, пажњу је привукла плесом и одевним комбинацијама. Имала је плесни студио у Београду и радила као модел. Често се појављивала у таблоидима и била је позната по својим изјавама. Отворено је разговарала о свом сексуалном животу и пластичној хирургији.
Једно од њених последњих музичких издања био је дует са пријатељем Данијелом Алибабићем. Песма под називом „Супица“ објављена је у јулу 2009. Спот је снимљен неколико месеци касније, а објављен је 9. јануара 2010. године, два месеца пре њене смрти. Алибабић је касније написао песму „Пјесма за Ксенију“ и објавио је 2011. као посвету.

### Смрт
Ксенија и њен скоро дечко Филип Каписода су тешко повређени и замало су погинули у саобраћајној несрећи 28. јануара 2010. Том приликом Пајчинова је лакше повређена, а до незгоде је дошло када је Каписода, због клизавог коловоза, изгубио контролу над аутомобилом „Рено“, слетео с пута и ударио у трафо-станицу.
Тела 32-годишње певачице и њеног дечка пронађена су 16. марта 2010. године у њеном стану у београдском насељу Вождовац. Полиција је посумњала на убиство и самоубиство, а Каписода је био онај који је пуцао. Полиција је неколико ноћи раније била позвана у кућу, јер су комшије пријавиле да је Каписода провалио у стан Ксеније Пајчин срушивши врата.
У раним истражним извештајима наводи се да је беживотна тела открила певачицина мајка, а да је поред тела Филипа Каписоде пронађен и пиштољ коришћен у убиству. Сматра се да је мотив убиства и самоубиства била љубомора. Бојана Ранковић, главни истражитељ убиства Пајчин, рекла је да је путем смс поруке упозорена да ће је Каписода убити. Поред тога, пиштољ који је користио Каписода није био његов, што је навело истражитеље да верују да је неко други можда био умешан.
Ксенија Пајчин је сахрањена у белом ковчегу 20. марта 2010. године на гробљу Ново гробље у Београду, дан после Филипове сахране. Њеној сахрани су присуствовали многе познате личности.
Њен гроб је од сахране три пута скрнављен. Први пут у априлу 2012. и поново у новембру исте године од непознате особе. Слика на њеном надгробном споменику је поломљена, вероватно чекићем. Гроб је вандализован и трећи пут у фебруару 2013. године, када је непознато лице поново разбило слику на њеном надгробном споменику, разбацало цвеће које је било положено на њеном гробу и поломило свећњаке поред њеног гроба.

## Дискографија

### Албуми
- 1996. —
- 1997. — Too hot to handle
- 2001. — Extreme
- 2004. — Сигурна
- 2006. — Best of Xenia

### Синглови и дуети
- 1997. - „Одбојка сад“ (химна одбојкаша Србије) феат. више извођача
- 1998. - „Маријаана '98“ феат. Стрејт џекин
- 2000. - „Дан као година“ феат. више извођача
- 2002. - „Плачем данима“ (Сунчане скале)
- 2002. - „C'mon“ феат. Јамина Нумић Пера
- 2007. - „Вештица“ (Радијски фестивал)
- 2007. - „Sex bombastic“ феат. Предраг Тодоровић Тодор
- 2008. - „Хајде сестро“ феат. Индира Радић
- 2008. - „Пица“
- 2009. - „Супица“ феат. Данијел Алибабић
- 2009. - „Фарса“
- 2009. - „Брка“
- 2009. - „Пожури“ феат. МС Стојан